# Ontherus gladiator
Ontherus gladiator là một loài bọ cánh cứng trong họ Bọ hung (Scarabaeidae).